# Dinarthrum kasachstanicum
Dinarthrum kasachstanicum är en nattsländeart som beskrevs av Wolfram Mey och Jung 1989. Dinarthrum kasachstanicum ingår i släktet Dinarthrum och familjen kantrörsnattsländor. Inga underarter finns listade i Catalogue of Life.